# Heart of Champions
Heart of Champions (también conocida como Pressure Point en Australia y el Reino Unido, y Swing en Alemania, también su título provisional) es una película dramática estadounidense de 2021 dirigida por Michael Mailer, a partir de un guion de Vojin Gjaja. Está protagonizada por Michael Shannon, Alexander Ludwig, Charles Melton, David James Elliott y Ash Santos.
La película fue estrenada el 29 de octubre de 2021 por Vertical Entertainment.

## Argumento
Durante su último año en la universidad en 1999, las vidas de un grupo de amigos y compañeros de equipo, cambian para siempre cuando un veterano del ejército se hace cargo de su disfuncional equipo de remo.

## Reparto
- Michael Shannon como Jack Murphy.
- Alexander Ludwig como Alex Singleton.
- Charles Melton como Chris Davenport.
- David James Elliott como el señor Singleton.
- Ash Santos como Nisha.
- Alex MacNicoll como John Kimball.
- Michael Tacconi como Ted Taylor.
- Andrew Creer como M. J. Carter.
- David Cade como Jeff Lance.
- Anton Hedayat como Tom Diverlinksi.
- Jon Lemmon como Jake Pimczech.
- Spencer Squire como Ben Anders.
- Devin Woodson como Yates Sánchez.
- Thomas Kasp como Logan.
- Lilly Krug como Sara.
- Caroline Cole como Lili.
- Lance E. Nichols como Jack Harris.

## Producción
En mayo de 2019, se anunció que Michael Shannon se había unido al elenco de la película, con Howard Deutch dirigiendo a partir de un guion de Vojin Gjaja, Shannon también sería productor de la película. En octubre de 2019, Alexander Ludwig y Charles Melton se unieron al elenco de la película, con Michael Mailer reemplazando a Deutch como director. En noviembre de 2019, David James Elliott se unió al elenco de la película.
El rodaje comenzó en Luisiana el 2 de noviembre de 2019, y concluyó el 3 de diciembre de 2019. La Universidad Estatal de Luisiana sirvió como escenario principal para la película.

## Lanzamiento
La película se estrenó en cines selectos el 29 de octubre de 2021 en virtud de un acuerdo con Vertical Entertainment. También estuvo disponible en servicios VOD el 19 de noviembre de 2021.

## Recepción crítica
En el sitio web agregador de reseñas Rotten Tomatoes, el 29% de las reseñas de 17 críticos son positivas, con una calificación promedio de 4,70/10.